# آب‌انبار نصرآباد
آب‌انبار نصرآباد مربوط به دوره قاجار است و در یزد، بلوارشهیدنواب صفوی، کوچه ۱۲متری ارم واقع شده و این اثر در تاریخ ۱۷ خرداد ۱۳۷۸ با شمارهٔ ثبت ۲۳۵۱ به‌عنوان یکی از آثار ملی ایران به ثبت رسیده است.